# Воронцівка (Нижньосірогозький район)
Воронцівка — колишнє село Нижньосірогозького району Херсонської області.

## Стислі відомості
Станом на 1932 рік — в складі Благодатненської сільської ради Нижньосірогозького району.
В часі Голодомору 1932—1933 років від нелюдської смерті помирали люди — встановлено смерть не менше 13 людей..
Дата зникнення станом на липень 2023 року невідома.